# مجموعه سه برج کبوتر حصار
مجموعه سه برج کبوتر حصار مربوط به دوره قاجار است و در شهرستان فلاورجان، بخش پیر بکران، دهستان سهروفیروزان، جنوب شرقی روستای ونهر واقع شده و این اثر در تاریخ ۲۸ اسفند ۱۳۸۵ با شمارهٔ ثبت ۱۸۳۸۷ به‌عنوان یکی از آثار ملی ایران به ثبت رسیده است.